# شهاب العبيدي
شهاب العبيدي هو لاعب كرة قدم تونسي في مركز الوسط، ولد في 1 يونيو 2001 في تونس.

## وصلات خارجية
- شهاب العبيدي على موقع قاعدة بيانات كرة القدم.إي يو (الإنجليزية)
- شهاب العبيدي على موقع Soccerway.com (الإنجليزية)